# Кумановска река
Кумановска река је река у северном делу Северне Македоније. То је десна притока реке Пчиње. Дуга је скоро 10 km. Постаје код самог града Куманова од две реке и то Којнарске и Липковске реке. Тече кроз Жеглигово и протиче кроз град Куманово.